# Prix Sade
Le prix Sade, consacré à la littérature érotique, est un prix littéraire français créé en 2001 en hommage au marquis de Sade.

## Historique
Le prix a été créé par Lionel Aracil (président d’honneur) et Jean-Baptiste Blanc, avec la participation de Frédéric Beigbeder. Il est décerné par un jury qui se présente comme une « réunion d’auteurs, d’éditeurs et autres artistes pour la célébration du libertarisme contemporain »,, le prix Sade est remis chaque année à la fin du mois de septembre afin de récompenser « un auteur singulier et honnête homme, selon la définition de son siècle. Un authentique libéral qui sera parvenu, par delà les vicissitudes de la Révolution et l'emprise de l'ordre moral, à défaire les carcans de la littérature comme ceux de la politique. » Emmanuel Pierrat, entré au jury en 2002, en devient le président un an plus tard,. 
Le lauréat reçoit une création d'un artiste contemporain, comme Éric Madeleine, Nobuyoshi Araki, Alberto Sorbelli, Fabrice Hybert, ou encore Jean-Paul Gaultier, qui a signé un martinet.

### Quelques dates
Le premier ouvrage récompensé, en 2001, est La Vie sexuelle de Catherine M., une autobiographie de Catherine Millet. L'auteure y décrit ses expériences sexuelles. Pour Marie Tréhard de Marianne les jurés ont ainsi retenu un ton libre et la « la désacralisation de la sexualité féminine ».
En 2004, l'essai du philosophe Ruwen Ogien, Penser la pornographie, est mis en avant. L'ouvrage évoque notamment l'« image de la femme ou l'incitation à la violence » tout en analysant les objections à la pornographie. Ainsi pour Marie Tréhard le prix Sade prétend « combattre le moralisme étouffant : parce que c'est le conformisme qui est obscène. »
En 2016, les délibérations du jury sont enregistrées pour être diffusées par France Culture dans La série documentaire (LSD), Sade : le prix du fouet. Les membres du jury sont alors Emmanuel Pierrat, Catherine Robbe-Grillet, Jean-Luc Hennig, Laurence Viallet, Gisèle Vienne, François Angelier, Guy Scarpetta, Catherine Corringer, Ruwen Ogien, Jean Streff et le fouet de Maîtresse Cindy. Le prix est attribué à Agnès Giard pour son livre Désir d’humain, les Love doll au Japon.

## Membres et anciens membres du jury

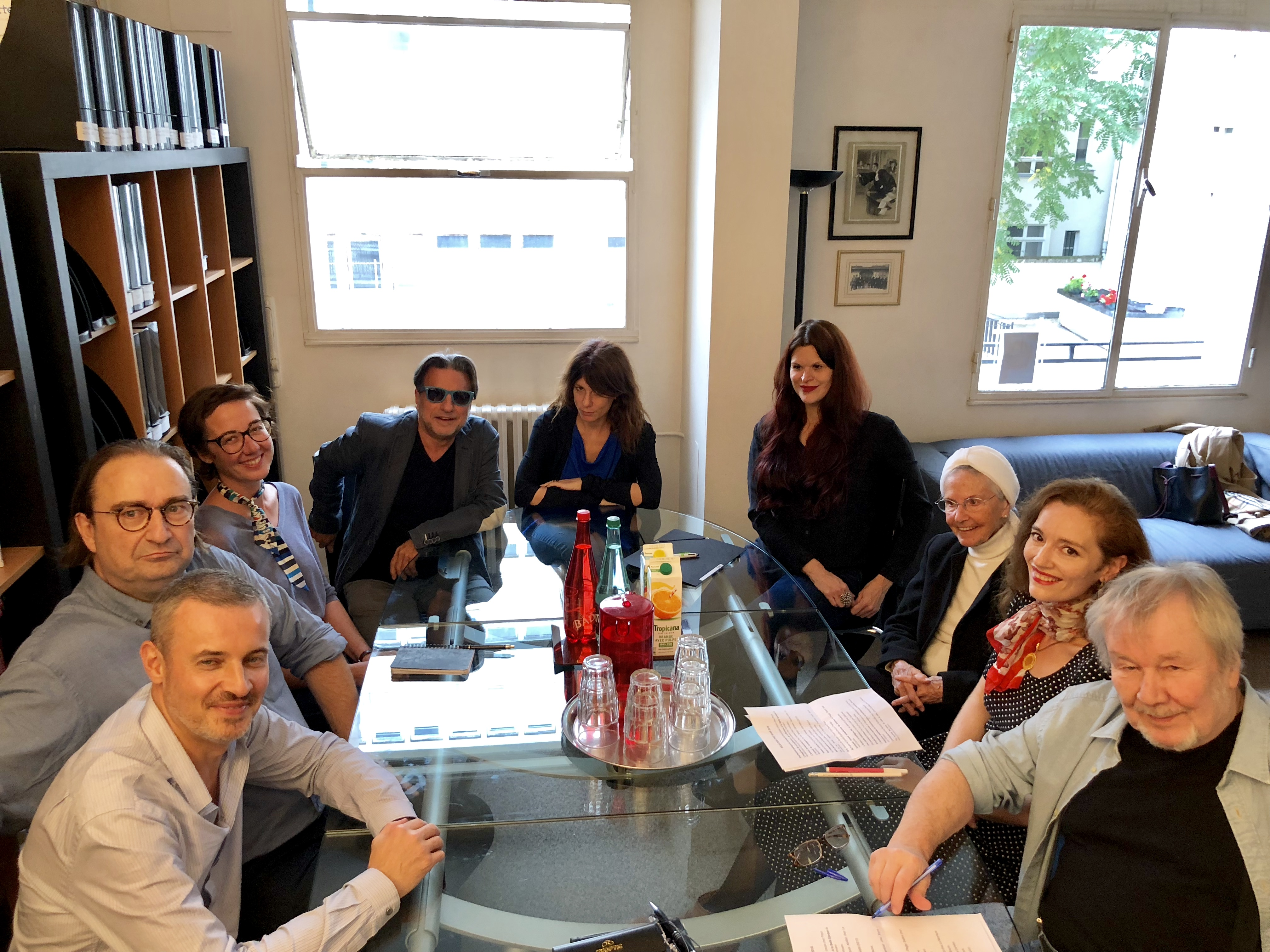
Jury du prix Sade en 2018 : François Angelier, Philippe Brenot, Sarah Chiche, Octavie Delvaux, Anne Hautecoeur, Jean-Jacques Lebel, Emmanuel Pierrat, Catherine Robbe-Grillet, Jean Streff, Laurence Viallet.

Sous l’égide de son président, Emmanuel Pierrat, assisté de Jean Streff, secrétaire général, les membres du jury, participants ou ayant participé, sont :
- Lionel Aracil
- Frédéric Beigbeder
- Pierre Bourgeade (1927-2009)
- Catherine Breillat
- Catherine Corringer
- Sophie Marie L.
- Guillaume Dustan (1965-2005)
- Marcela Iacub
- Pierre Leroy
- Catherine Millet
- Ruwen Ogien (1947-2017)
- Catherine Robbe-Grillet
- Laurence Viallet
- Philippe Brenot
- François Angelier
- Jean-Jacques Lebel
- Guy Scarpetta
- Grégory Le Floch

## Liste des lauréats

### Prix Sade

#### Années 2000
- 2001 : Catherine Millet pour La Vie sexuelle de Catherine M.[2]
- 2002 : Alain Robbe-Grillet pour C'est Gradiva qui vous appelle
- 2003 : Louis Skorecki pour Il entrerait dans la légende, éditions Léo Scheer
- 2005 : Jean Streff pour Traité du fétichisme à l'usage des jeunes générations, éditions Denoël
- 2006 : Shozo Numa pour Yapou, bétail humain, éditions Désordres-Laurence Viallet[8]
- 2007 : Dennis Cooper pour Salopes, éditions P.O.L
- 2008 : Charles Robinson pour Génie du proxénétisme, éditions Le Seuil
- 2009 : Stéphane Velut pour Cadence, éditions Christian Bourgois

#### Années 2010
- 2010 : Jacques Chessex pour Le Dernier Crâne de M. de Sade, éditions Grasset
- 2011 : Thomas Hairmont pour Le Coprophile, éditions P.O.L
- 2012 : Christine Angot pour Une semaine de vacances, éditions Flammarion — refusé par l'autrice
- 2013 : Jean-Baptiste Del Amo pour Pornographia, éditions Gallimard
- 2014 : Alain Guiraudie pour Ici commence la nuit, éditions P.O.L
- 2015 : Jean-Noël Orengo pour La Fleur du Capital, éditions Grasset, ex æquo avec Audrée Wilhelmy pour Les Sangs, édition Grasset[9]
- 2016 : Agnès Giard pour Un désir d'humain, les Love Doll au Japon, éditions Les Belles Lettres[7]
- 2017 : Gay Talese pour Le Motel du voyeur : une enquête, éditions du Sous-Sol
- 2018 : Jonathan Littell pour Une vieille histoire, éditions Gallimard
- 2019 : Christophe Siébert pour Métaphysique de la viande, éditions Au diable vauvert, ex æquo avec Kevin Lambert pour Querelle, Le Nouvel Attila

#### Années 2020
- 2020 : Marie-Pier Lafontaine[10] pour Chienne, éditions Le Nouvel Attila[11]
- 2021 : Caroline De Mulder pour Manger Bambi, éditions Gallimard ex-aequo avec Léo Barthe (Jacques Abeille) pour Princesse Johanna (La Musardine)[12]
- 2022 : Charlotte Bourlard pour L’Apparence du vivant (Inculte)[13]
- 2023 : Grégory Le Floch pour Gloria, Gloria, éditions Christian Bourgois[14]
- 2024 : Pauline Mari pour L’Art assassin. Sur la figure de l’artiste criminel, éditions Rouge Profond[15].

### Prix Sade du jury
- 2009 : Pierre Bourgeade pour Éloge des fétichistes, éditions Tristram
- 2020 : Julien Green pour Journal intime (1926 – 1940) (Laffont Bouquins)[11]
- 2021 : Esparbec, pour Œuvres complètes, Tome 1 et Tome 2 (La Musardine)[12]
- 2022 : Jacques Abeille/Léo Barthe, pour Constance ou la pure révolte (L’âne qui butine)[13]
- 2022 : Christophe Bier, pour le récit autobiographique L’Obsession du Matto-Grosso (éditions du Sandre)[13] et, sous le pseudonyme de Don Brennus Aléra fils, les romans Femellisé et La Chienne fatale (éditions Select-Bibliothèque)
- 2024 : Christophe Bier, pour Obsessions bis (Le Dilettante) et Un passé lumineux (La Musardine) en la mémoire de Léo Barthe (pseudonyme de Jacques Abeille, décédé en 2022)[15].

### Prix Sade du premier roman
- 2001 : Éric Bénier-Bürckel pour Un prof bien sous tout rapport, éditions Pétrelle

- 2017 : Raphaël Eymery pour Pornarina : la-prostituée-à-tête-de-cheval, éditions Denoël

### Prix Sade de l'essai
- 2004 : Ruwen Ogien pour Penser la pornographie, éditions PUF[2]

- 2011 : Paul B. Preciado pour Pornotopie, Playboy et l'invention de la sexualité multimédia, éditions Climats

- 2020 : Marc Renneville pour Vacher l'éventreur. Archives d'un tueur en série, éditions Jérôme Millon[11]
- 2022 : Isabelle Poutrin et Elisabeth Lusset pour le Dictionnaire du fouet et de la fessée (PUF)[16].

### Prix Sade du livre d'art
- 2006 : Jacques Henric et Jorge Amat pour Obsessions nocturnes, éditions Édite

- 2018 : Mavado Charon pour Dirty, Mania Press
- 2019 : Jean-Jacques Lequeu, bâtisseur de fantasmes, éditions Norma/Bibliothèque nationale de France (catalogue d'exposition)
- 2020 : Marc Martin pour Les Tasses - Toilettes publiques, affaires privées[17],[11], éditions AGUA, ex æquo avec Nathalie Latour pour Céroplastie, corps immortalisés[11] , éditions Le Murmure
- 2022 : Midi-Minuit Fantastique (Rouge profond) sous la direction de Nicolas Stanzick[13].
- 2023 : Frederika Abbate pour Anne van der Linden, cavalière de la tempête, White Rabbit Prod[14].
- 2024 : L’Alchimie du cerveau à la mine de plomb de Yoshifumi Hayashi, texte de Xavier-Gilles Néret (Arsenic Galerie)[15].

### Prix Sade document
- 2012 : Jean-Pierre Bourgeron pour l'édition de trois textes de la collection « Eros singuliers » (éditions HumuS) : L'Aviateur fétichiste (2012), Marthe de Sainte-Anne (2011) et Le Curé travesti (2011)[18]
- 2015 : Trois milliards de pervers : grande encyclopédie des homosexualités, réédition de l’édition saisie en 1973 (éditions Acratie)[19]

### Prix Sade BD/Manga
- 2022 : Gengoroh Tagame pour House of brutes (Dynamite)[13].
- 2024 : Keizo Miyanishi pour Lyrica, trad. Aurélien Estager (Editions IMHO)[15].

### Prix Sade DVD
- 2022 : La Chair et le sang (Carlotta) de Paul Verhoeven
- 2024 : Salon Kitty de Tinto Brass (Sidonis)[15].

### Prix Sade du livre d'artiste
- 2023 : Cécilia Jauniau pour Rue Haxo, L'espace d’en-bas, et Emre Orhun pour Devoirs de vacances[14].

### Prix Sade patrimoine
- 2023 : Fabien Loris pour Album, Bouclard[14].
- 2024 : Patrick Cardon, éditeur de Gay Kistch Camp[15].

### Prix Sade fiction
- 2024 : La Fille vertivale de Félicia Viti (Gallimard)[15].

### Prix Sade Histoire littéraire
- 2024 : Écrits érotiques de femmes. Une nouvelle histoire du désir de Marie de France à Virginie Despentes, anthologie de Camille Koskas et Romain Enriquez (Bouquins)[15].

## Renommée
La France est le pays à comporter le plus de prix littéraires au monde, avec plus de 2300 prix, soit une moyenne de 6 par jour. Sa renommée est due à son caractère insolite. Il est souvent cité à côté des prix du métro Goncourt, de la Page 111, Virilo ou des Vendanges littéraires de la ville de Rivesaltes.

## Controverses
Annie Le Brun, auteur de plusieurs essais de référence sur Sade, dont son livre-préface (Soudain un bloc d'abîme, Sade, 1986) aux œuvres complètes du marquis éditées par Jean-Jacques Pauvert, a vivement critiqué ce prix, publiant dans son essai Ailleurs et autrement (2011) une lettre qu'elle avait adressée le 24 mars 2001 à son président, Lionel Aracil, qui avait fait figurer son nom, à son insu, dans le jury. Dénonçant ce qu'elle estime être une mascarade médiatique et culturelle, elle y écrit notamment :

« Petite misère culturelle, vous êtes bien mal renseigné : méprisant depuis toujours autant ceux qui reçoivent les prix que ceux qui les donnent, comment pourrais-je consentir à participer à la mômerie d'un prix marquis de Sade ? “Bas les pattes devant Sade”, avais-je écrit avec mes amis surréalistes devant les manigances d'un théâtreux en mal de scandale, à la fin des années soixante. Que pourrais-je dire d'autre avec Jean-Jacques Pauvert, qui s'associe à moi en l'occurrence, au ramassis d'écrivains et artistes que vous sollicitez, les Sollers, Bourgeade, Pingeot, Bramly…, pour peu qu'ils acceptent de patronner cette mascarade bien dans le goût de l'époque ? Sans doute les uns et les autres ne se sont-ils pas assez discrédités pour ne pas rater une occasion d'en rajouter. »

Et critiquant le trophée, un fouet « dessiné par le bagagiste de luxe Louis Vuitton », qui lui rappelle « le balai immonde » du roi Ubu, elle conclut : « Que voulez-vous, tout le design du monde ne réussira jamais à maquiller tant d'indignité. » Critique qui, au-delà de ce seul prix, s'inscrit contre cette tendance au recyclage, « merchandising » de certaines icônes culturelles.
Dans les pages « Débats et opinions » du Figaro du 8 août 2001, Lionel Aracil répond à ces critiques, dans une tribune intitulée « Sade et ses nouveaux geôliers » : 

« Notre divin marquis aurait apprécié les cris d'orfraie de ceux qui se présentent en véritables gardiens du temple de Silling. N'est-il pas navrant qu'un prix littéraire dédié à l'héritage de l'écrivain et philosophe, emprisonné pour sa liberté d'expression, soit dénoncé et vilipendé par des embastilleurs de l'édition… un quarteron de littéreux à la retraite, dont Pauvert et Lebrun (sic) se dressent contre les impertinents et subversifs qui ont osé toucher au mausolée ?
Si le Prix Sade a été créé, [c'est] pour révéler ou défendre un auteur qui défie l'ordre moral ou politique par-delà toute forme de terrorisme intellectuel […]. »

## Refus du prix
En 2012, le prix est attribué à Christine Angot pour son ouvrage Une semaine de vacances, traitant de l'inceste. Angot refuse ce prix. Selon son éditeur Flammarion, l'obtention de celui-ci pouvait l'empêcher de recevoir d’autres prix plus prestigieux,.

Dans une lettre à Emmanuel Pierrat, elle s'en explique ainsi : 

« L’image de ce prix, qu’elle corresponde ou non à l’œuvre du Marquis de Sade, est en contradiction totale avec le livre que j’ai écrit, et ne pas refuser ce prix serait souscrire à un contresens objectif quant à ce que dit ce livre, contresens que je récuse. »